# La Quinta del Buitre

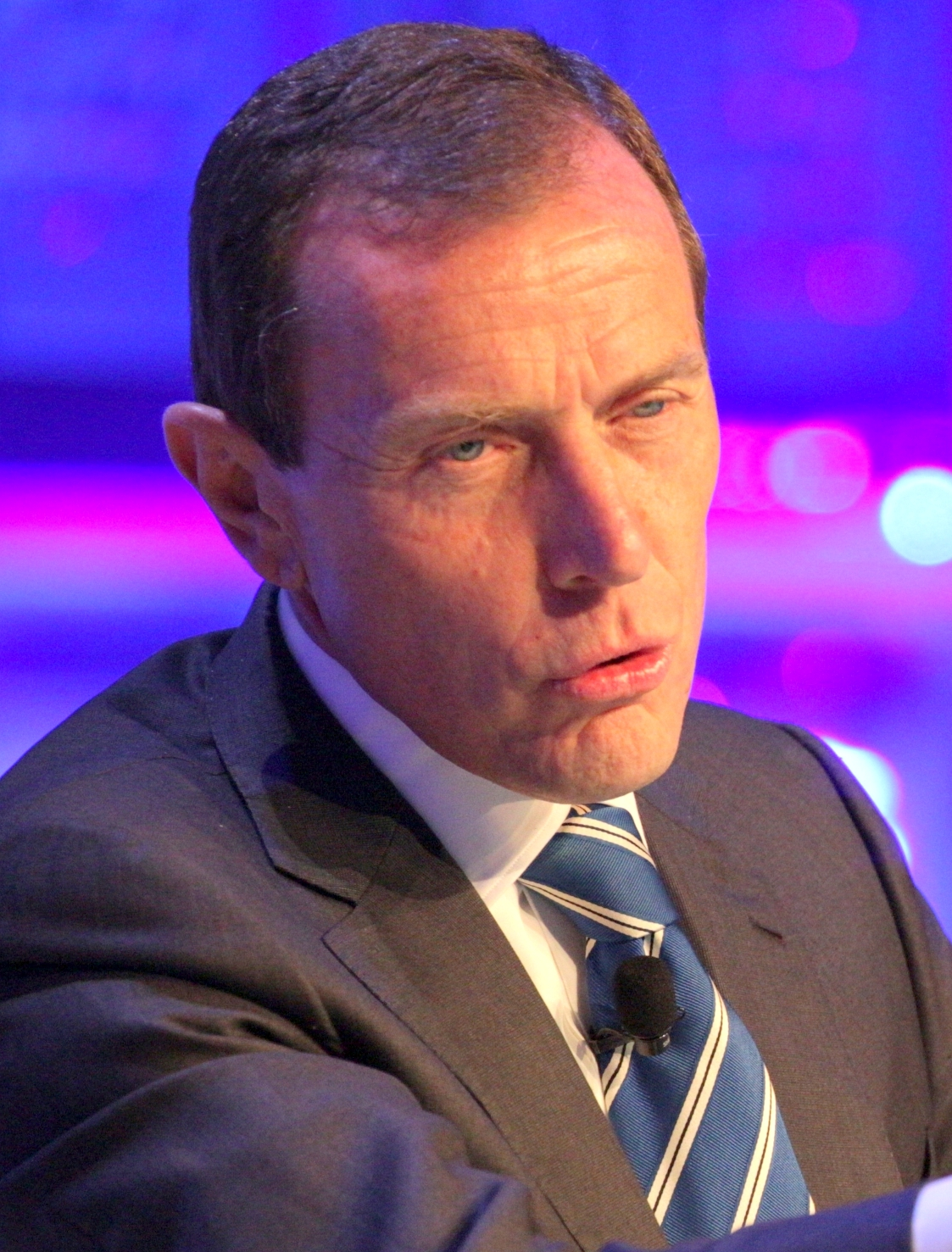
Emilio Butragueño, een van de vijf leden van La Quinta del Buitre.

La Quinta del Buitre is de bijnaam die de Spaanse sportjournalist Julio César Iglesias gaf aan de vijf jeugdproducten van Real Madrid (Emilio Butragueño, Manuel Sanchís, Rafael Martín Vázquez, Míchel en Miguel Pardeza) die de basis vormden van het team dat het Spaanse voetbal in de jaren 80 van de 20e eeuw domineerde. De naam ("het vijftal van de Gier") is afgeleid van Emilio Butragueño's bijnaam El Buitre, aangezien Butragueño aanzien werd als de meest charismatische en prominente speler van de groep.

## Oorsprong
De naam is afkomstig uit een artikel uit de Spaanse krant El País over een beloftevol vijftal uit het beloftenelftal van Real Madrid en komt uit de pen van de journalist Julio César Iglesias. De titel van het artikel, dat op 14 november 1983 verscheen, luidde "Amancio y la quinta del Buitre". Oorspronkelijk zou het artikel simpelweg "La Quinta del Buitre" heten, maar Iglesias besloot uiteindelijk de naam van Amancio Amaro (de toenmalige beloftentrainer van Real Madrid) toe te voegen aan de titel nadat hij van de redactie van de krant te horen kreeg dat het schrijven van een 90 regels tellend artikel over een groep jongeren overdreven zou zijn – Amaro had als speler veertien jaar in het eerste elftal van Real Madrid gespeeld en had zodoende voldoende naamsbekendheid. Dat er in de pers werd nagedacht over de toekomst van Real Madrid kwam mede omdat de club al een tijdje een mindere periode doormaakte: in 1978 was voorzitter Santiago Bernabéu overleden na een ambtstermijn van 35 jaar, en daarna had de club naast de traditionele rivaliteit met FC Barcelona ook meer en meer concurrentie ondervonden van de Baskische clubs Real Sociedad en Athletic Bilbao.
Toen het artikel gepubliceerd werd, maakten alle vijf de spelers deel uit van het reserventeam van Real Madrid, Real Madrid Castilla. Het artikel zou uiteindelijk een grote rol spelen in de aandachtsvestiging rond het vijftal. Toen Real Madrid Castilla op het einde van het seizoen 1983/84 kampioen werd in de Segunda División A was enkel Míchel nog niet overgeheveld naar het eerste elftal van Real Madrid. Sanchís en Martín Vázquez waren de eersten die voor het eerste elftal van Real Madrid mochten spelen: op 4 december 1983 maakten zij hun officiële debuut voor de club nadat trainer Alfredo Di Stéfano hen een basisplaats gaf in een competitiewedstrijd tegen Real Murcia. Beide spelers maakten een goede indruk in hun eerste wedstrijd, en Sanchís scoorde zelfs het enige doelpunt van de wedstrijd. Enkele maanden later, op 5 februari 1984, debuteerde Butragueño in een uitwedstrijd bij Cádiz CF. El Buitre viel tijdens de rust in voor Sanchís en scoorde meteen tweemaal, waardoor Real Madrid een 2-0-rustachterstand alsnog wist om te buigen in een 2-3-overwinning. Later dat seizoen maakte ook Pardeza zijn opwachting in het eerste elftal. Míchel moest dan weer wachten tot het seizoen 1984/85 op zijn debuut.

## Verwezenlijkingen
Met La Quinta del Buitre als motor (gereduceerd tot vier leden toen Pardeza de club in 1987 verliet voor Real Zaragoza) had Real Madrid in de tweede helft van de jaren 80 een van de beste teams in Spanje en Europa: het won naast twee UEFA Cups (1984/85 en 1985/86) ook vijf landstitels op rij (1985/86, 1986/87, 1987/88, 1988/89, 1989/90), met als toemaatje ook de Copa del Rey in 1989. De reeks van vijf landstitels op rij was een unieke prestatie in de Primera División die enkel Real Madrid zelf al eens had verwezenlijkt (1961-1965). Real Madrid stond in die periode onder de leiding van trainers Amancio Amaro (1984-1985), Luis Molowny (1985-1986), Leo Beenhakker (1986-1989) en John Toshack (1989-1990).
Een ander hoogtepunt van La Quinta del Buitre was het WK 1990, waar het volledige vijftal tot de selectie van de Spaanse bondscoach Luis Suárez behoorde. Toen Pardeza in de slotminuten van de laatste groepswedstrijd van Spanje tegen België mocht invallen voor Julio Salinas was het vijftal zelfs even volledig herenigd op het veld. Het was de eerste en meteen ook laatste keer dat de volledige Quinta del Buitre samen op het veld stond bij het A-elftal van de nationale ploeg. In eerdere oefeninterlands tegen Tsjecho-Slowakije, Oostenrijk en Joegoslavië hadden alle vijf de spelers al in dezelfde interlands meegespeeld, maar nooit gelijktijdig.
Een enige domper op de Quinta del Buitre-generatie is het feit dat ze nooit de Europacup I heeft kunnen winnen. De enige van het vijftal die ooit de beker met de grote oren in de hoogte mocht steken is Sanchís (in 1998 en 2000), toen de rest al lang vertrokken was. Sanchís ging in 2001 met voetbalpensioen als laatste actieve lid van de beroemde generatie. Sanchís is overigens het enige lid van La Quinta del Buitre dat nooit voor een andere club dan Real Madrid speelde: Pardeza vertrok in 1987 al naar Real Zaragoza, Martín Vázquez vertrok in 1990 naar Torino FC en keerde in 1992 terug na een ommetje bij Olympique Marseille, Butragueño vertrok in 1995 naar het Mexicaanse Atlético Celaya, en in 1996 ging ook Míchel zijn spelerscarrière afsluiten bij de Mexicaanse club die later ook Martín Vázquez zou strikken.

## Impact
Naargelang de jaren verstreken heeft La Quinta Del Buitre een meer generieke betekenis gekregen. De generatie wordt immers geassocieerd met een bepaalde voetbalspeelstijl waarmee Real Madrid eind jaren 80 en begin jaren 90 het Spaanse voetbal domineerde – het was wachten op het Dream Team van Johan Cruijff bij FC Barcelona voor aflossing. In die jaren stond de Madrileense club bekend om zijn hoge tempo en zeer agressieve speelstijl. De verhitte sfeer die toen heerste in het Estadio Santiago Bernabéu duwde de spelers soms tot buiten de grenzen van het aanvaardbare gedrag. Real Madrid was in die periode een roekeloze aanvalsmachine, met dank aan de Mexicaanse topschutter Hugo Sánchez.
La Quinta del Buitre staat in schril contrast met het Galácticos-tijdperk van het begin tot het midden van de jaren 2000. Real Madrid bracht in deze periode ook wel vloeiend en aanvallend voetbal onder trainer Vicente del Bosque, maar in tegenstelling tot de Quinta del Buitre-jaren, toen het talent hoofdzakelijk van eigen bodem kwam, bestond het elftal van Del Bosque voornamelijk uit duur aangekochte buitenlanders als Luís Figo, Zinédine Zidane en Ronaldo. Ondertussen was ook het profiel van de Real Madrid-supporters veranderd: door een verburgerlijkingsproces was de steun niet meer zo gepassioneerd als in de jaren 80. 
De Galácticos waren in eigen land minder dominant dan hun voorgangers en wonnen slechts twee landstitels (2000/01 en 2002/03). In tegenstelling tot de Quinta del Buitre slaagden de Galácticos er wel in om hun dominantie uit te breiden naar Europa, met drie Champions League-trofeeën tussen 1998 en 2002.